# Сорока, Григорий Васильевич
Григо́рий Васи́льевич Соро́ка (настоящая фамилия Васи́льев («Васильев сын»); 15 [27] ноября 1823, деревня Покровское, Вышневолоцкий уезд, Тверская губерния — 10 [22] апреля 1864, там же) — русский крепостной живописец, один из последних и наиболее известных учеников живописной школы А. Г. Венецианова; пейзажист, портретист и жанрист.

## Биография
Грамоте его обучал Василий Матвеевич Владимиров, в благодарность которому Сорока подарил альбом с рисунками, изображавшими местных крестьян. Ныне этот альбом хранится в Русском музее.
В 1842—1847 годах учился живописи у А. Г. Венецианова, был одним из любимейших его учеников. После обучения, отправляя Сороку обратно к барину (это был предводитель дворянства Вышневолоцкого уезда Николай Милюков), Алексей Гаврилович писал: «Возвращаю Вам вашего Григория с приростом. Моему племяннику Мише на эту станцию уже и не попасть». Венецианов просил Милюкова дать вольную для Григория, чтобы тот мог продолжить образование в Академии художеств, но не смог добиться этого.

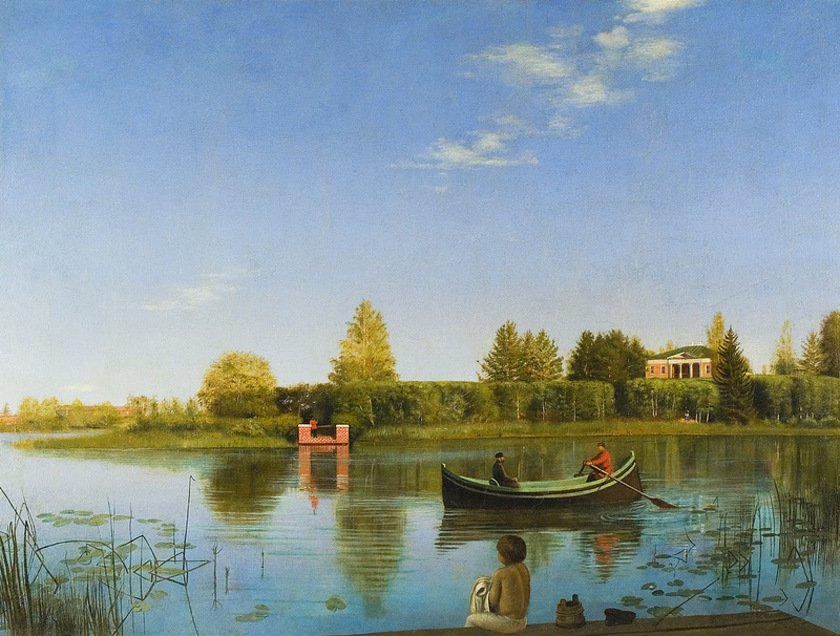
Вид на усадьбу «Островки» с Большого острова, 1830—1840, Тверская областная картинная галерея.

### Гибель
После реформы участвовал в крестьянских волнениях против помещика. Он подписал договор о выкупе земли с Николаем Милюковым. Также писал жалобы от крестьянской общины на Милюкова. Тяжёлые условия договора привели к крестьянским волнениям, участие в которых принял и Сорока, за что был отдан под суд (по жалобе помещика 5 апреля 1864 года Сорока был подвергнут трёхдневному аресту) и приговорен к телесному наказанию. Возможно, этот арест послужил причиной самоубийства художника. Накануне вынесения приговора, 10 (22) апреля Сорока повесился.

### Легенда
Согласно деревенской легенде, Лидия, старшая дочь Милюкова, и Сорока были влюблены друг в друга. Якобы эта страсть являлась причиной того, что Милюков не давал Сороке вольную. По легенде Лидия покончила с собой после смерти Сороки. В действительности, Лидия не совершала самоубийства.

## Память
Осенью 2006 года у местечка Поддубье Удомельский район Тверской области установлены надгробие и памятный придорожный знак Григорию Сороке.
В память, была открыта экспозиция, и ведутся экскурсии в музейно - культурный комплекс "Усадебный дом Милюковых".(Тверская область, Вышневолоцкий муниципальный округ, Село Овсище)

## Творчество
Произведения Григория Сороки — «Кабинет в Островках», «Рыбаки. Вид на озеро Молдино», «Портрет E. H. Милюковой», — хранятся в Русском музее в Санкт-Петербурге.

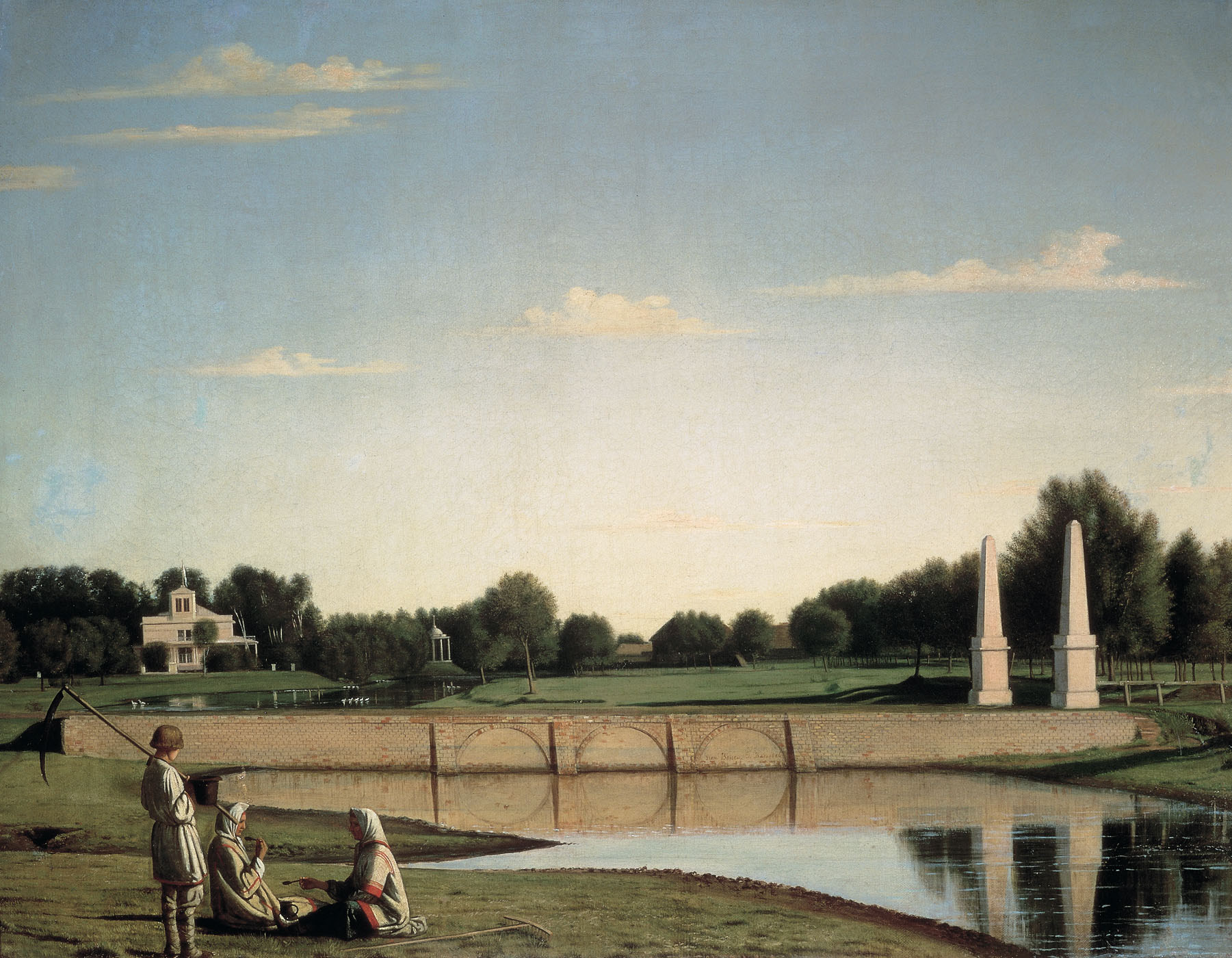
Вид на плотину в усадьбе Спасское Тамбовской губернии. 1840-е
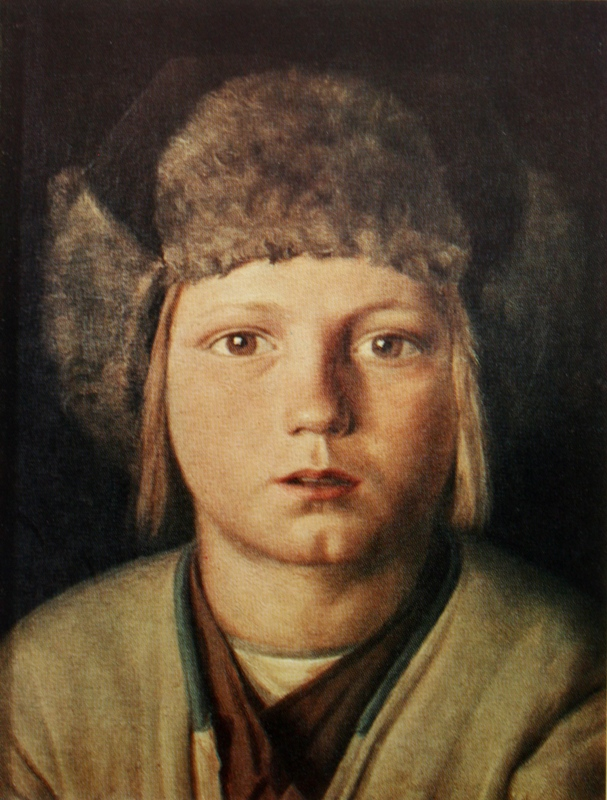
Крестьянский мальчик, 1840-е
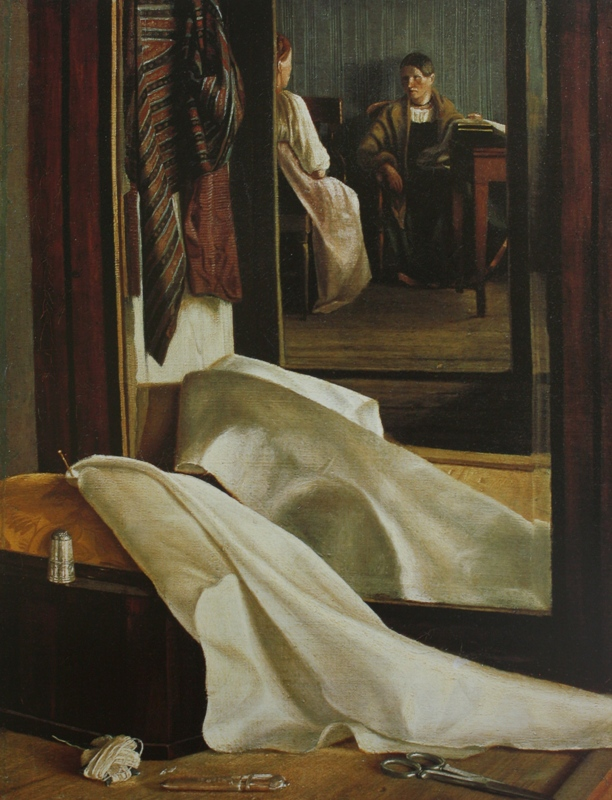
Отражение в зеркале, около 1850, Государственный Русский музей.
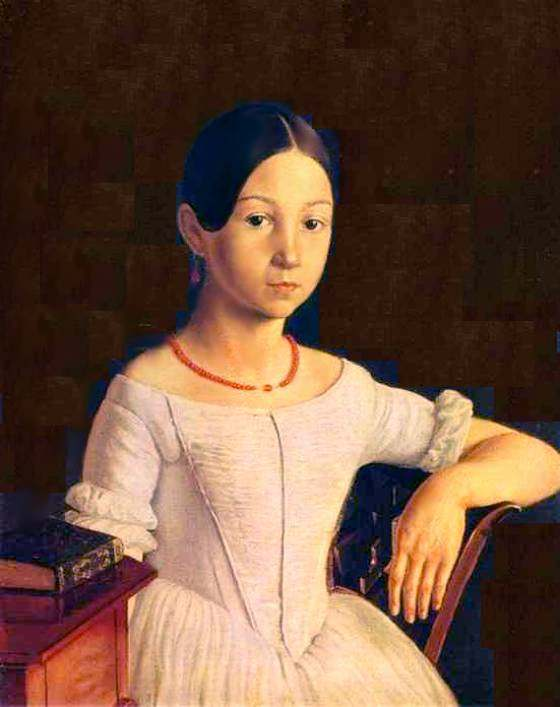
Лидия Милюкова
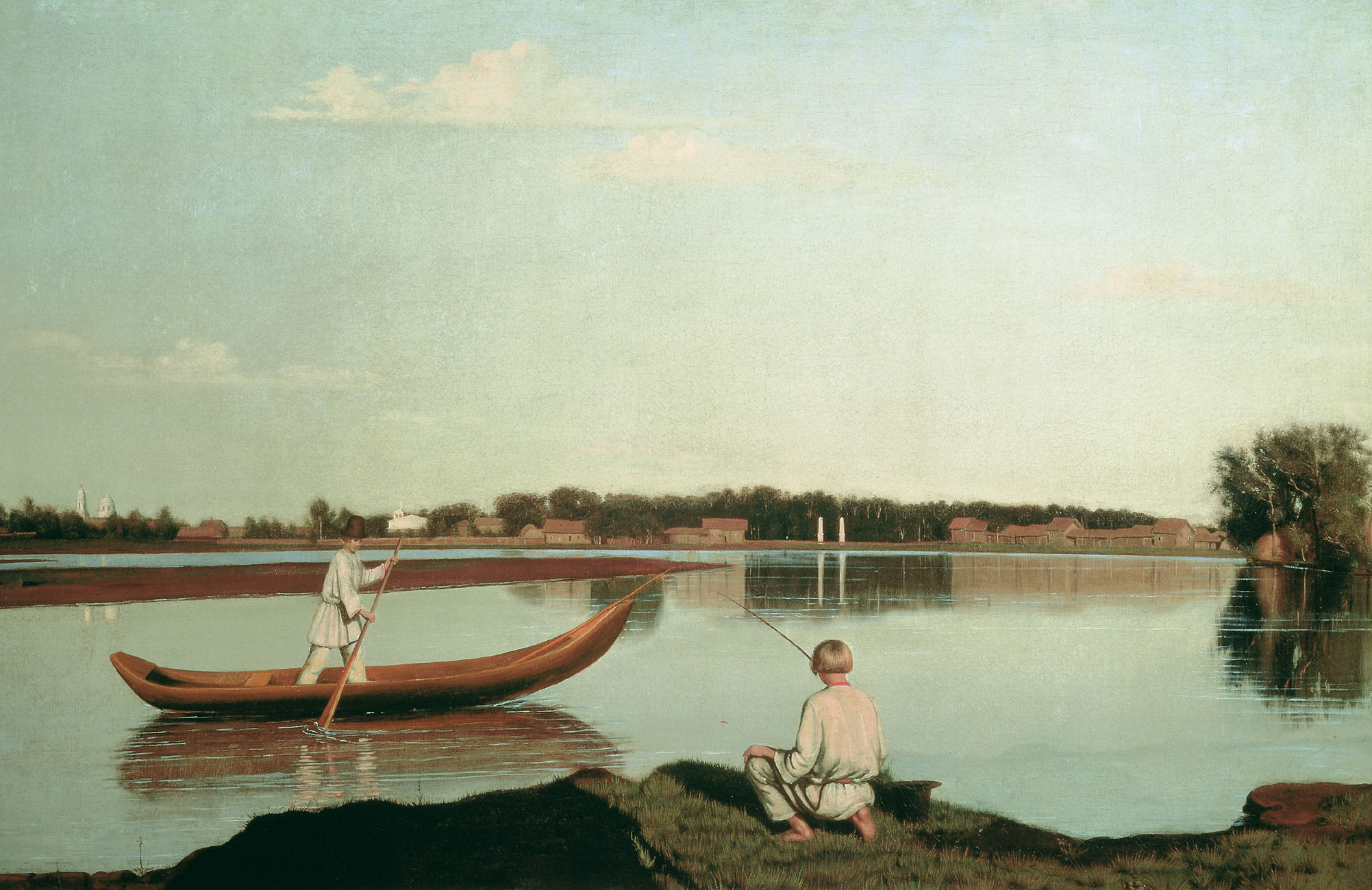
Вид в Спасском. Вторая половина 1840-х
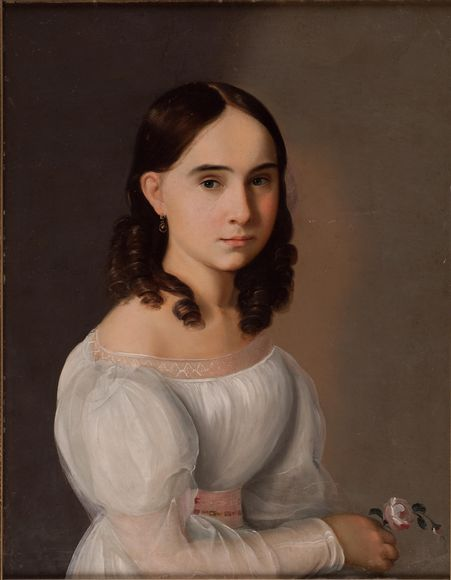
Портрет Менделеевой (авторство Сороки предполагается).
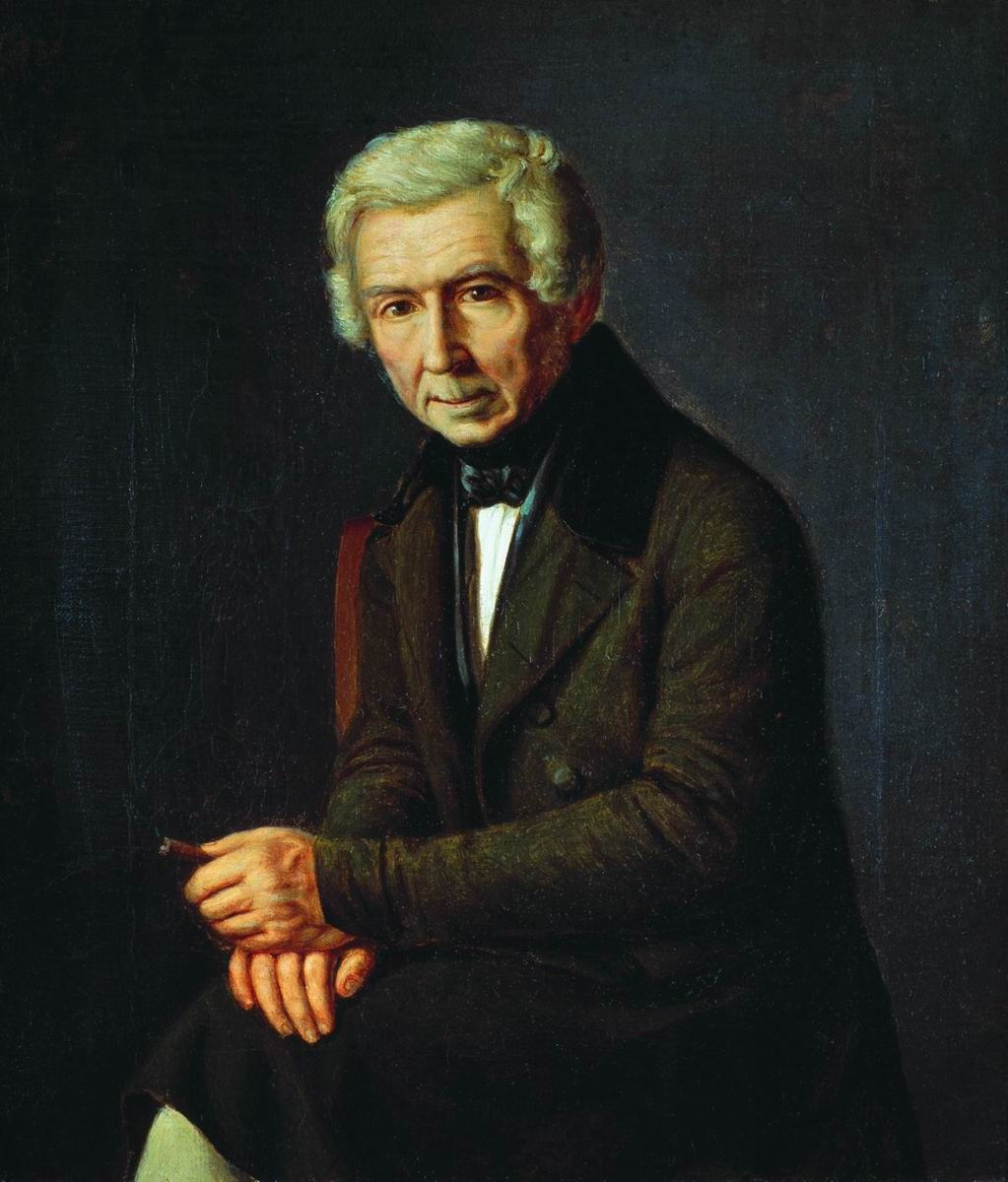
Портрет А. Г. Венецианова, между 1842 и 1847, Государственная Третьяковская галерея. По другим данным, портрет написан Ф. М. Славянским.
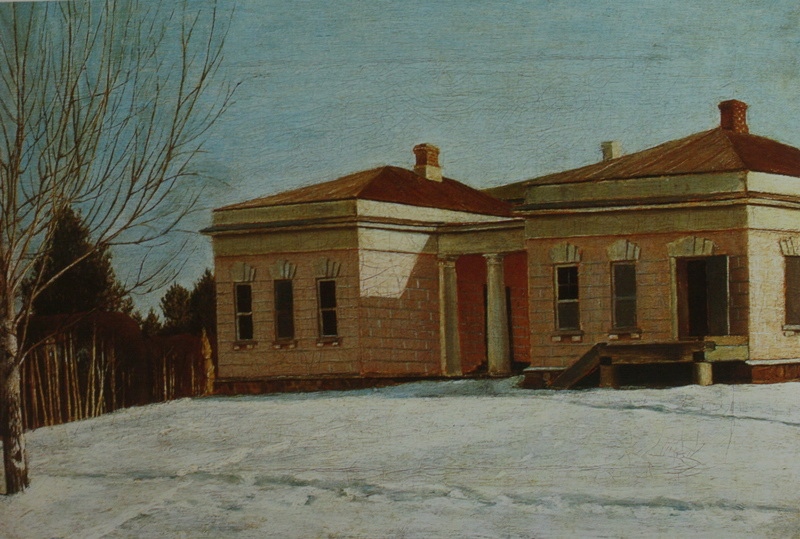
Дом в усадьбе Островки, Государственный Русский музей.
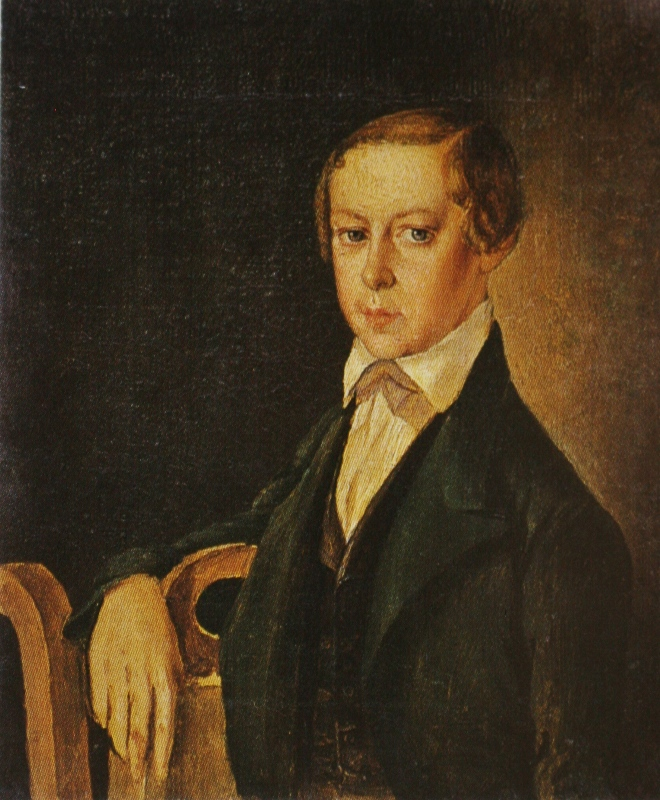
Портрет А. И. Позднеева, Государственный Русский музей.
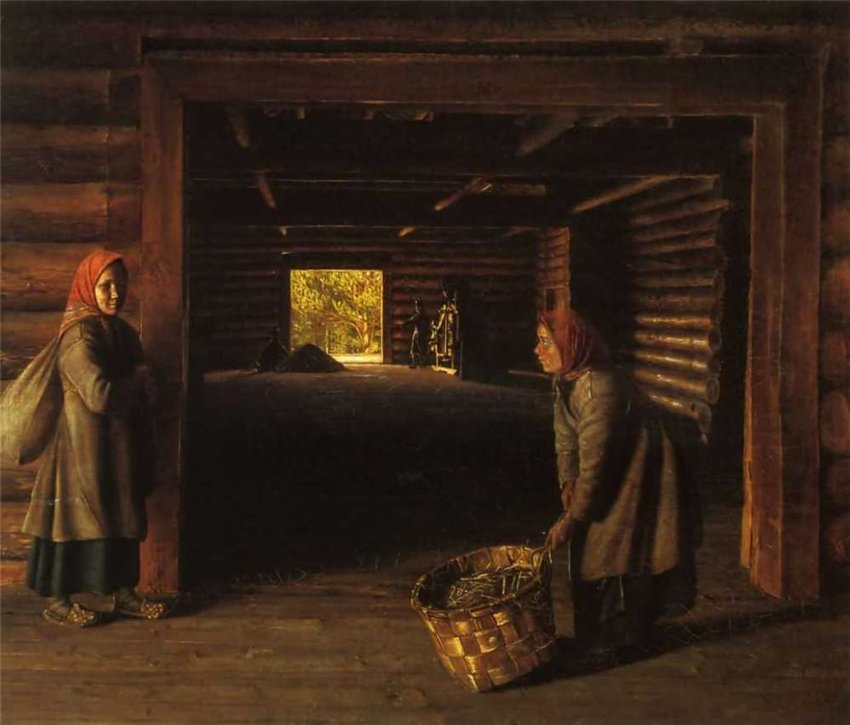
Гумно, 1843